# Olle Nordberg
Lars Olof (Olle) Nordberg, född 9 juni 1905 i Adolf Fredriks församling, Stockholm, död 28 mars 1986 i Munsö församling, Ekerö, var en svensk målare, tecknare och skulptör.
Han studerade vid Konstakademin 1920-1926 och företog studieresor till Italien, Spanien, Frankrike och Norge. Nordberg sökte upp rustika och karga motiv ofta hämtade få den stockholmska skärgården eller Norrland. Han tillhörde en konstnärsgrupp kallad DE UNGA, ej att förväxla med De unga ("1909 års män").
Nordbergs ateljé finns fortfarande kvar på Munsö och var under lång tid ett museum. Ateljén såldes i 2025, och därmed avslutades museumverksamheten. Han är representerad vid bland annat Göteborgs konstmuseum, Moderna museet  och Kalmar konstmuseum.